# Nakar
Nakar est une localité du département de Dissin, dans la province d’Ioba (région du Sud-Ouest) au Burkina Faso. En 2006, cette localité comptait 5 332 habitants dont 50.7% de femmes.